# سردار أختر
سردار أختر (بالإنجليزية: Sardar Akhtar)‏ هي ممثلة هندية (وحمل سابقاً جنسية الراج البريطاني)، ولدت في 1915 في لاهور في باكستان، وتوفيت في 2 أكتوبر 1986 في نيويورك في الولايات المتحدة.

## وصلات خارجية
- سردار أختر على موقع IMDb (الإنجليزية)
- سردار أختر على موقع قاعدة بيانات الفيلم (الإنجليزية)